# Szczelinowanie hydrauliczne

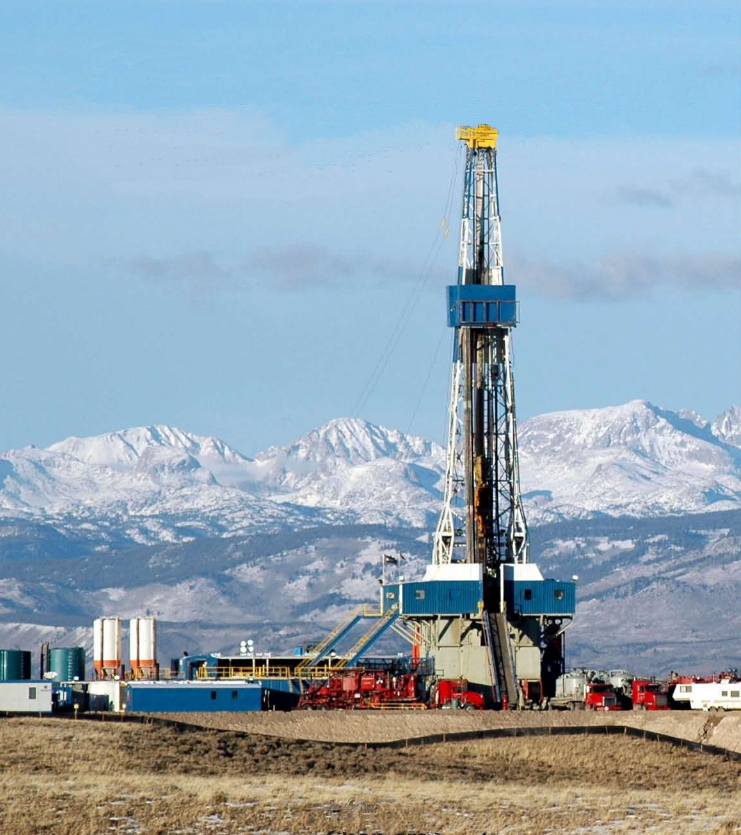
Odwiert gazu łupkowego na antyklinie Pinedale, Wyoming

Szczelinowanie hydrauliczne (także hydroszczelinowanie lub rzadziej kruszenie hydrauliczne) – proces technologiczny mający na celu zwiększenie wydajności odwiertu. Proces ten przeprowadza się poprzez wpompowywanie do odwiertu płynu szczelinującego (mieszaniny wody z dodatkami chemicznymi i piaskiem) pod wysokim ciśnieniem w celu wytworzenia, utrzymania lub powiększenia szczelin w skałach.
Szczelinowanie hydrauliczne jest jedną z metod stymulacji odwiertu. Proces ten jest wykorzystywany np. do pozyskiwania gazu ziemnego z łupków, ropy naftowej lub uranu w postaci roztworu. Metoda szczelinowania po raz pierwszy została wypróbowana przy wydobyciu gazu w roku 1947 w Stanach Zjednoczonych. W Polsce proces szczelinowania stosowany jest w złożach konwencjonalnych od lat 60. XX wieku.
Metoda szczelinowania budzi wiele kontrowersji. Przeciwnicy stosowania tego procesu wskazują m.in. na ryzyko zanieczyszczenia wód gruntowych i powierzchniowych, a także na konieczność wykorzystywania w procesie dużych ilości słodkiej wody. Podnoszono również zarzut, że lobby wydobywcze kontrolowało dotychczasowe badania nad potencjalnymi zagrożeniami związanymi z wykorzystaniem tej metody. Z tego powodu w niektórych krajach ograniczono użycie szczelinowania do czasu wykonania dokładniejszych badań. W roku 2011 Francja jako dotychczas jedyny kraj na świecie wprowadziła ustawowy zakaz stosowania szczelinowania w celu wydobycia gazu i ropy naftowej.

## Skład płynu szczelinującego
Typowy płyn szczelinujący w 98–99,5% składa się z wody i piasku kwarcowego. Woda używana w procesie szczelinowania hydraulicznego może być pozyskiwana zarówno ze źródeł naziemnych, jak i podziemnych, przy czym jest ona niezbędna tylko przez krótki okres wydobycia. Objętość wody potrzebnej do przeprowadzenia procesu szczelinowania zależy przede wszystkim od głębokości odwiertu. W USA na najważniejszych polach wynosi ona ok. :
- pole Barnett – wykonanie odwiertu: 1500 m³, przeprowadzenie szczelinowania: 8700 m³,
- pole Fayetteville – wykonanie odwiertu: 230 m³, przeprowadzenie szczelinowania: 11 000 m³,
- pole Haynesville – wykonanie odwiertu: 3800 m³, przeprowadzenie szczelinowania: 10 200 m³,
- pole Marcellus – wykonanie odwiertu: 300 m³, przeprowadzenie szczelinowania: 14 400 m³.

Pozostałe 0,5–2% składu płynu stanowią dodatki chemiczne, usprawniające proces szczelinowania. W ich skład wchodzą między innymi:
- polimerowe dodatki zmniejszające lepkość
- środki zapobiegające pęcznieniu iłów (m.in. chlorowodorek dietyloaminy, chlorek sodu, potasu lub choliny[potrzebny przypis])
- środki czyszczące i dezynfekujące szyb odwiertu (m.in. aldehyd glutarowy, chlorek amonu[potrzebny przypis])

a także:
- inne dodatki zmniejszające lepkość płynu, m.in. izopropanol
- środki utrzymuje lepkość cieczy przy wzroście temperatury, np. sole boranowe
- dodatki zmniejszające tarcie, m.in. destylaty ropy naftowej
- kwasy, m.in. kwas solny
- środki zapobiegające korozji rur w odwiercie, m.in. izopropanol, metanol, chlorobenzen
- środki zapobiegające osiadaniu kamienia, m.in. glikol etylenowy
- środki zapobiegające się wytrącaniu tlenków metali, m.in. kwas cytrynowy
- środki umożliwiające wytworzenie zawiesiny piasku w wodzie, m.in. guma guar, hemiceluloza
- substancje chemiczne umożliwiające późniejsze rozbicie środków żelujących, odpowiedzialnych za utworzenie zawiesiny piasku w wodzie, m.in. nadsiarczan amonu
- związki zapewniające utrzymanie neutralnego pH; umożliwiają one właściwe działanie środków żelujących, np. węglan potasu

Zadaniem piasku jest zapobieganie zamykaniu się szczelin po zmniejszeniu ciśnienia. Zmniejszona lepkość jest potrzebna do tego, by czas wpompowywania wody był możliwie krótki. Pęczniejące iły natomiast mogłyby zamykać światło szczelin.
Skład chemicznych dodatków płynu do szczelinowania może się różnić w zależności od zastosowanej technologii i właściwości skały, która będzie poddawana zabiegowi rozszczelniania.

## Galeria

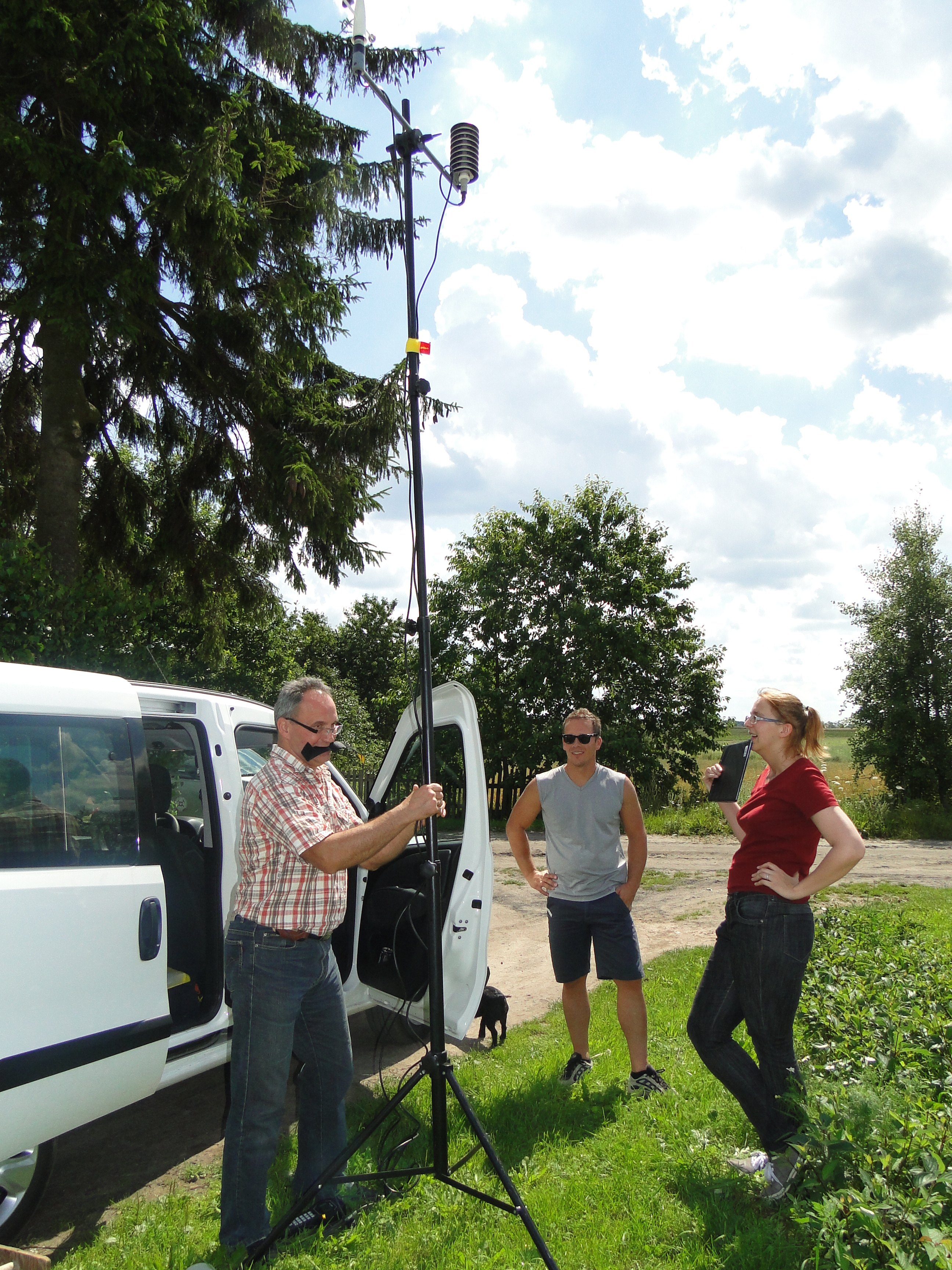
Pomiar hałasu
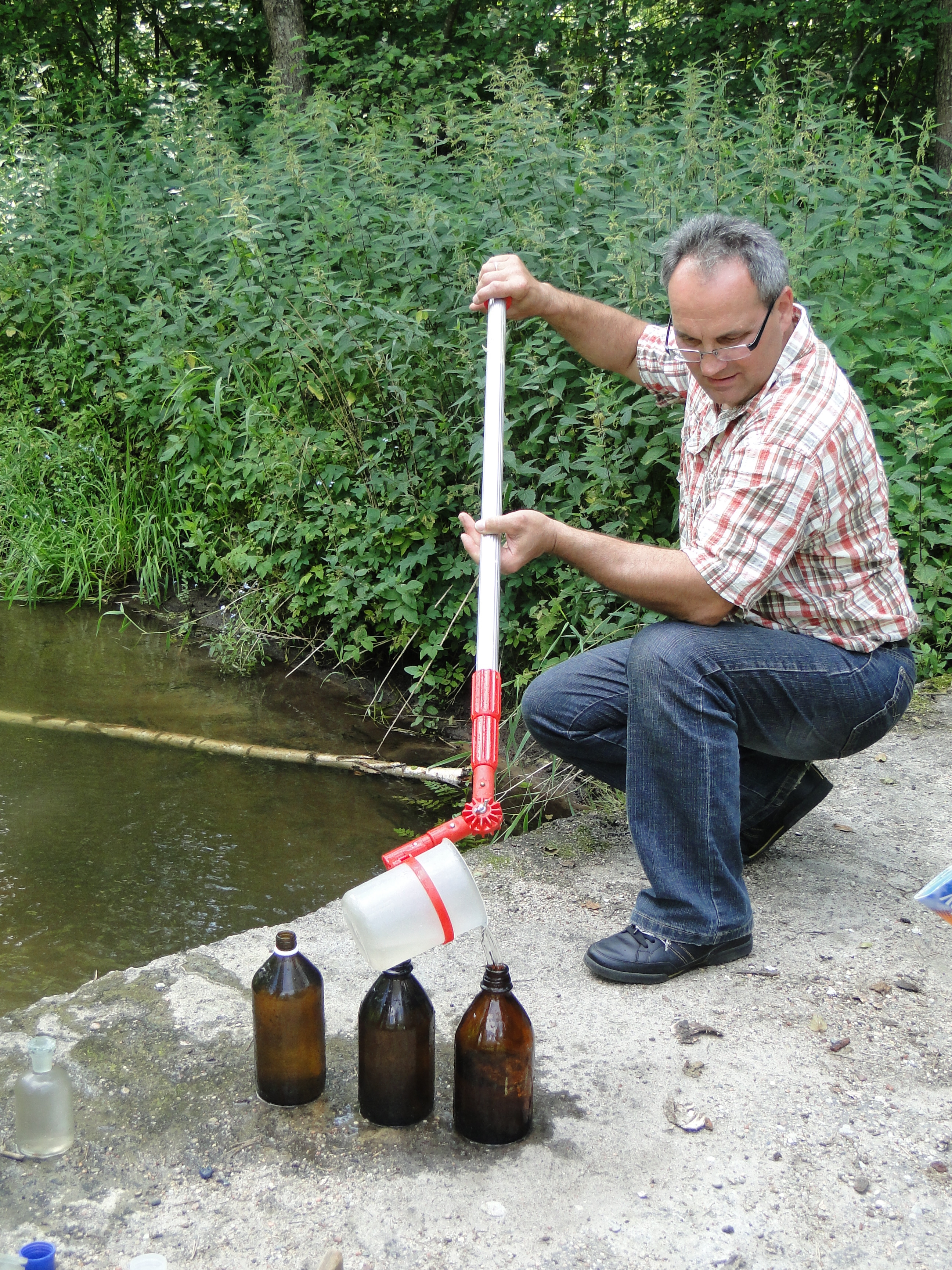
Pobieranie próbek wód powierzchniowych